# 小出忍
小出 忍（こいで しのぶ、1914年 - 1991年）は、ホーリネス系の日本の牧師。太平洋戦争中のホーリネス弾圧事件で獄死した小出朋治の息子。

## 生涯
日本ホーリネス教会牧師、小出朋治の息子として、1914年（大正3年）10月3日大阪市に生まれる。上智大学文学部哲学科中退、日本神学校卒業、ボーンブレイ神学校（オハイオ州デイトン市）卒業。1936年（昭和11年）のホーリネス分裂事件と和協分離で父親は日本聖教会の牧師になる。1942年（昭和17年）に父がホーリネス弾圧事件の時に逮捕され、後に菅野鋭、辻啓造らと同じく獄死し、忍が父の遺体を引き取りに行く。父の意思を継いで日本基督教団の牧師になる。
1949年（昭和24年）、車田秋次らが日本基督教団を離脱して、日本ホーリネス教団を設立した時に、「ホーリネス信仰」の宣布を使命として日本基督教団に留まり、小原十三司とともに、ホーリネスの群を指導する。
1964年（昭和39年）から1984年（昭和59年）まで、ホーリネスの群の委員長を務める。日本基督教団が教団紛争と反万博闘争で大揺れの時にホーリネスの群を指導した。しかし、日本基督教団の悪しき感化よりホーリネスの群を守るために、日本基督教団離脱を決意する。1987年（昭和62年）、日本基督教団を離脱した教会でホーリネスの群教会連合を設立して、委員長を務める。1991年（平成3年）に小出は死去、翌年、教会連合は統合されて1992年（平成4年）にウェスレアン・ホーリネス教会連合が設立される。同団体は2002年（平成14年）にウェスレアン・ホーリネス教団となる。

## 伝記
- 「小出忍とその時代」

## 著書
- 「ホーリネスの群と教団の奇跡」
- 「ホーリネスの群略史」1974年

## 訳書
- アンドリュー・マーレー「神を待ち望め」